# Дзумерка (национальный парк)
Национальный парк «Дзумерка, Перистери и ущелье Арахтоса» (греч. Εθνικό Πάρκο Τζουμέρκων, Περιστερίου και Χαράδρας Αράχθου) — национальный парк Греции. Создан в 2009 году (ΦΕΚ 49Δ). Площадь около 820 квадратных километров. Простирается в горных районах периферийных единиц Янина, Трикала и Арта в центральной части горной системы Пинд. В границах парка находятся крупные горные массивы Дзумерка (Атаманика) и Перистери (Лакмос).

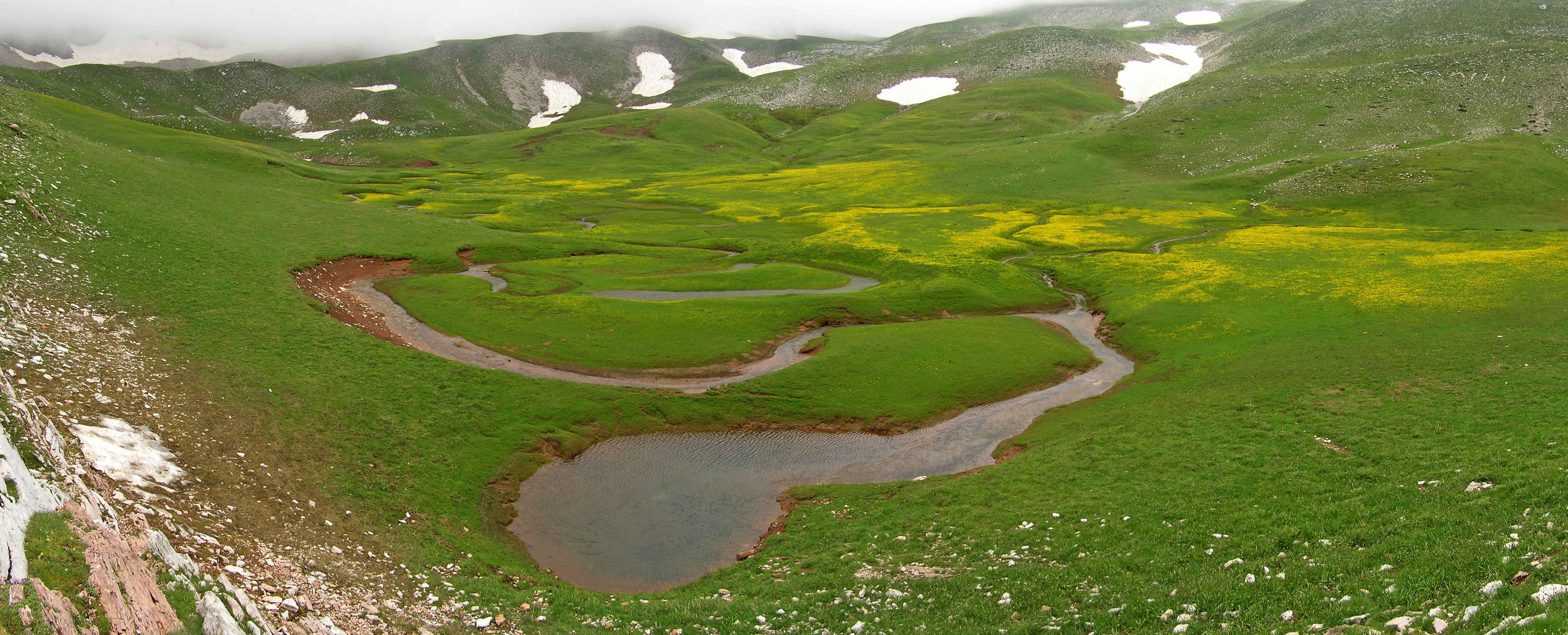
Озеро Верлинга

В Национальном парке находятся три охранные участка сети «Натура 2000» (GR2130007, GR2110002 и GR2130013). Из них участки «Гора Лакмос (Перистери)» (GR2130007) и «Горы Атаманика (Нерайда)» (GR2110002) полностью входят в Национальный парк, а участок «Широкая область гор Атаманика (Нерайда)» (GR2130013) — большей частью территории.

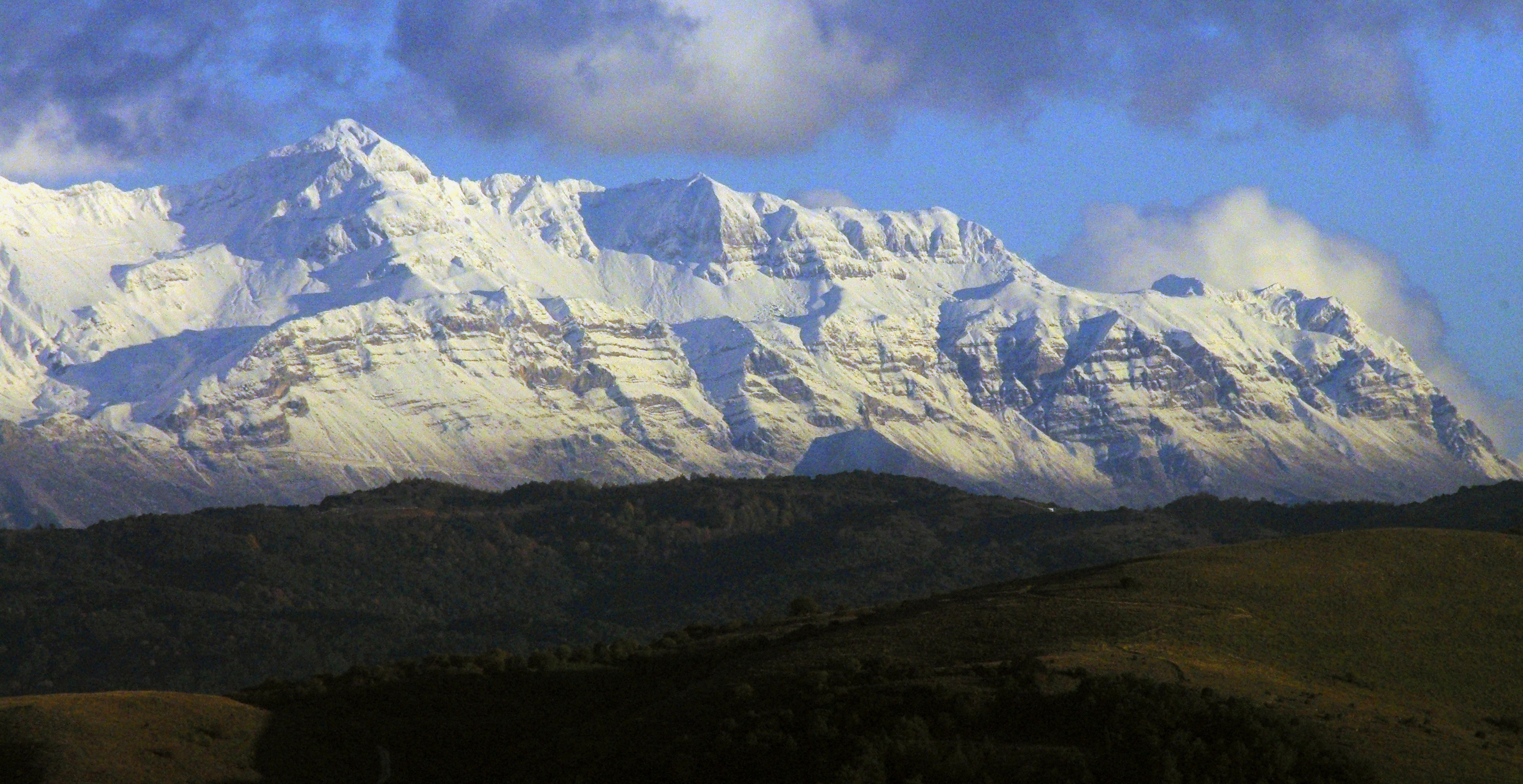
Горы Дзумерка

Также на территории парка находятся две важные области для птиц — «Горы Атаманика (Дзумерка)» и «Гора Перистери», пять заповедников:
- «Ущелье Арахтоса» площадью 2733 га
- Восточные Цзумерка площадью 1430 га
- Теодориана площадью 413 га
- Вургарели площадью 1000 га
- Куцуйо-Дзакута-Мнимата площадью 1927,8 га

На территории парка находятся пять традиционных поселений: Сиракон, Каларите, Рафтанеи, Халикион и Антуса.
Также на территории парка находятся специальные природные ландшафты «Ущелье Арахтоса» (AT3011038) и «Ущелье реки Хрусиас, Сиракон, Каларите» (AT3010045), многочисленные памятники культуры (классического, византийского и более позднего периодов, всего 139).
Сложный рельеф, перепады высот (144—2429 м) и водные объекты (Ахелоос, Арахтос, Мецовитикос, Хрусиас, Мелисурьотикос (Μελισσουργιώτικος), Мацукьотикос (Ματσουκιώτικος)) создают разнообразие и мозаичность среды обитания. Встречаются редкие и эндемичные виды растений. Зарегистрировано 17 типов местообитаний и 30 типов и подтипов водных местообитаний. Встречаются многие редкие и охраняемые виды млекопитающих, такие как выдра, европейский бурый медведь, серна. Область особенно важна для популяций птиц, также зарегистрированы сотни видов беспозвоночных, рыб, земноводных и рептилий.
Национальный парк — это огромный этнографический музей под открытым небом, который гармонично сочетает в себе естественную и антропогенную среды. Каменные мосты, памятники культуры, традиционные поселения, произведения рук людей гармонично сочетаются с красивыми природными пейзажами, крутыми горами (Стронгула, Какардица, Катафиди и Перистери), ущельями, пещерами, оврагами и водопадами. Это сочетание придает области уникальность.

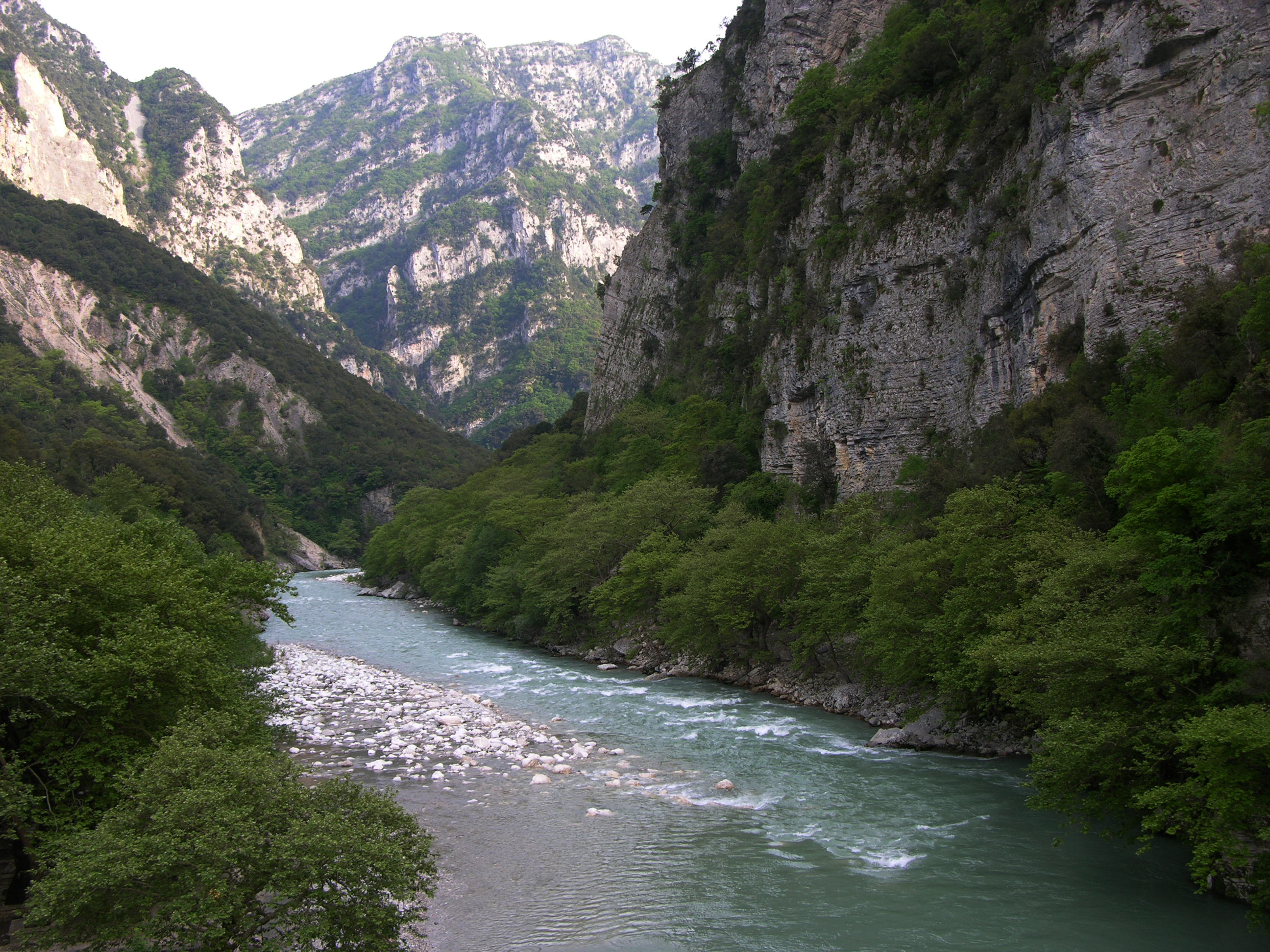
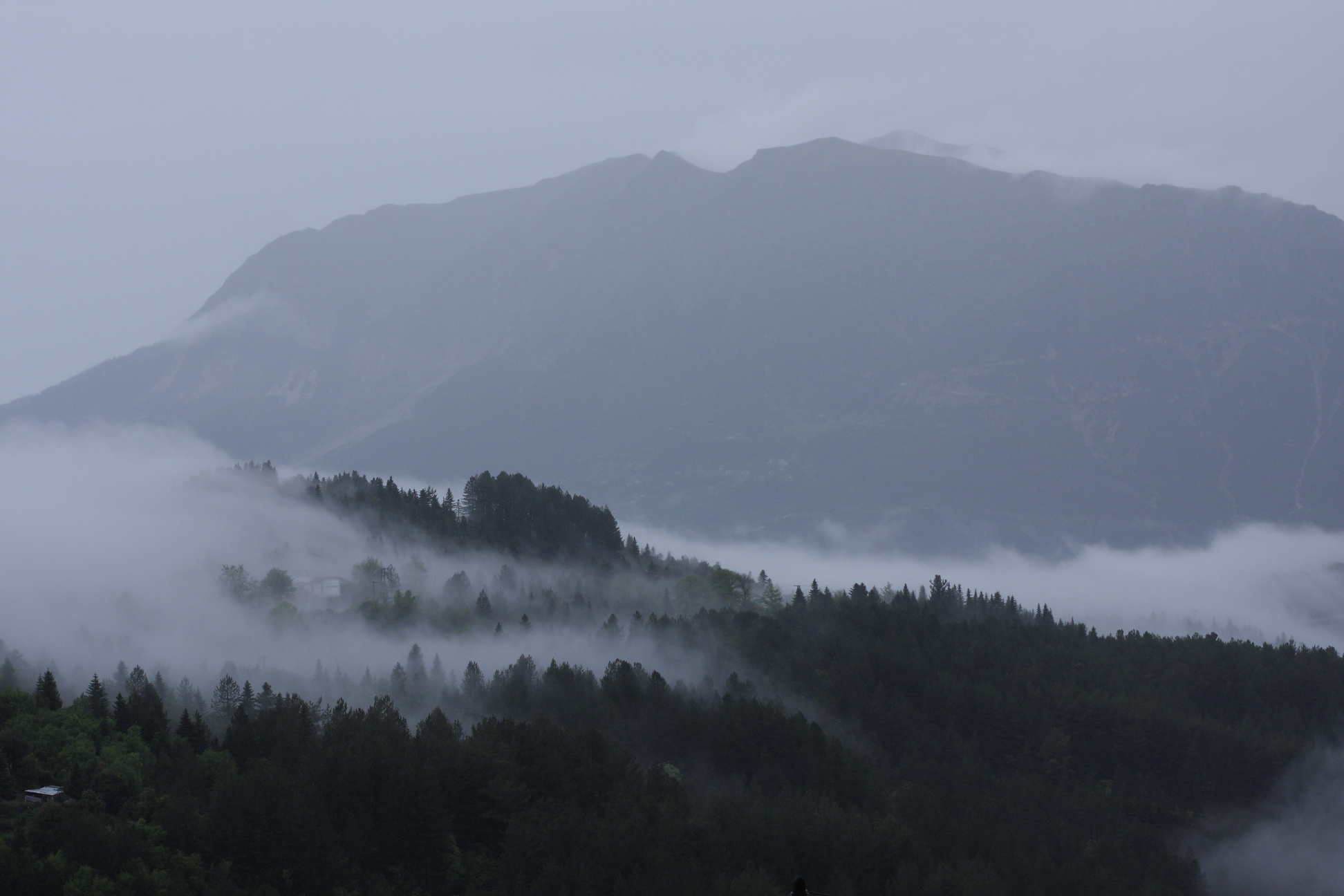
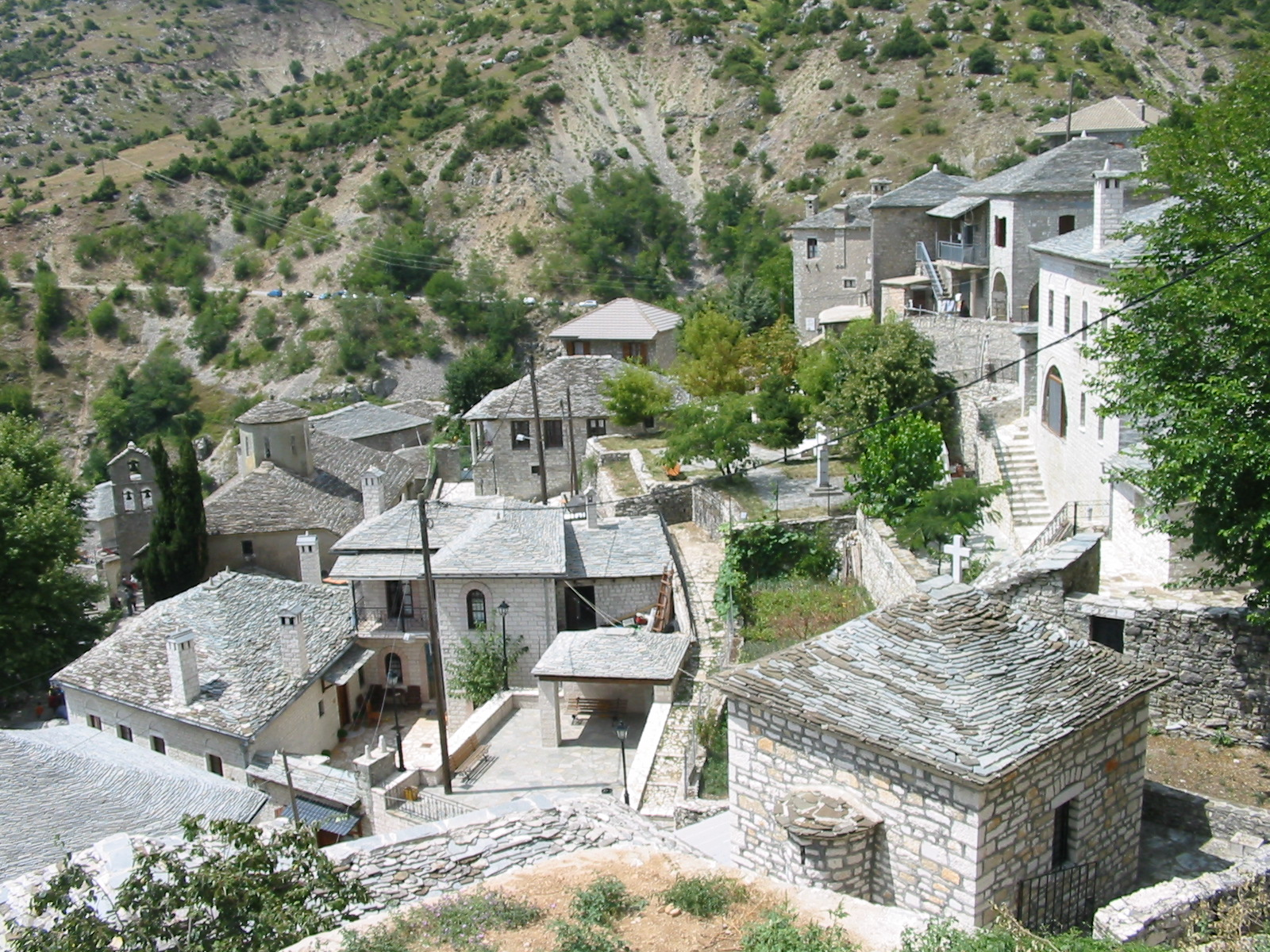
Село Сиракон[англ.]